# Kundur, Tiptur
Kundur là một làng thuộc tehsil Tiptur, huyện Tumkur, bang Karnataka, Ấn Độ.